# Arteria meningea media

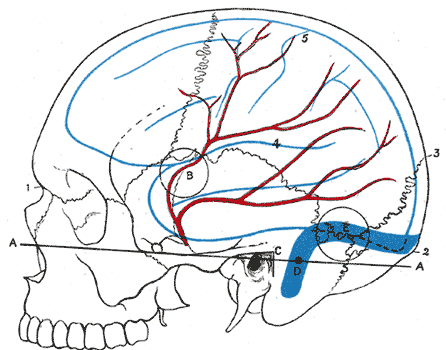
A. meningea media (rot)

Die Arteria meningea media („mittlere Hirnhaut-Arterie“) ist ein bei Menschen, Pferden und Hunden aus der Oberkieferarterie (Arteria maxillaris) entspringendes arterielles Blutgefäß. Sie zieht durch das Foramen spinosum des Keilbeins in die Schädelhöhle und versorgt die Dura mater und die Schädeldeckknochen, zusammen mit der Arteria meningea anterior und der Arteria meningea posterior.

## Äste
Die Arteria meningea media verzweigt sich innerhalb der Schädelhöhle in:
- zahlreiche kleine Äste zur Versorgung der Dura mater und des Ganglion trigeminale.
- Der Ramus petrosus superficialis tritt in den Porus acusticus internus und versorgt den Nervus facialis; er anastomosiert mit dem Ramus stylomastoideus der Arteria auricularis posterior.
- Die Arteria tympanica superior zieht in den Kanal des Musculus tensor tympani und versorgt diesen.
- Augenhöhlenäste ziehen durch die Fissura orbitalis superior oder separate Öffnungen des Keilbeins und anastomosieren mit Ästen der Arteria ophthalmica.
- Schläfenäste ziehen durch Öffnungen des Keilbeins und anastomosieren in der Fossa temporalis mit den tiefen Schläfenarterien.